# Margate
|  | Per a altres significats, vegeu «Margate (desambiguació)». |

Margate és una localitat costanera anglesa situada al districte de Thanet, al comtat de Kent, amb una població aproximada de 60.000 habitants. El seu nom era "Meregate" el 1254 i "Margate" el 1293. Al segle xv es va afegir a l'Aliança dels Cinc Ports, en normand "Cinque Ports".
Es troba a 78 milles de Londres en direcció sud-est, en un dels punts més orientals de Gran Bretanya (el punt més a l'est és Lowestoft a Suffolk).
Actualment la ciutat està constituïda per la fusió de dos nuclis de població, un és el poble pesquer assentat a la costa i l'altre la comunitat agrícola interior que constitueix la parròquia de Saint Lawrence.

## Persones il·lustres
- Richard Laming (1798 - 1879), cirurgià i químic
- Alfred Deller (1912 - 1979), cantant